# Bark (album)
Pour les articles homonymes, voir Bark (homonymie).
Albums de Jefferson Airplane
The Worst of Jefferson Airplane
(1970) Long John Silver
(1972)
Bark est le sixième album studio de Jefferson Airplane, sorti en 1971. C'est le premier sorti après le départ du batteur Spencer Dryden, remplacé par Joey Covington, et surtout du chanteur Marty Balin, l'un des membres fondateurs du groupe.

## Titres

### Face 1
| No | Titre                                            | Durée |
| -- | ------------------------------------------------ | ----- |
| 1. | When the Earth Moves Again (Kantner)             | 3:54  |
| 2. | Feel So Good (Kaukonen)                          | 4:36  |
| 3. | Crazy Miranda (Slick)                            | 3:23  |
| 4. | Pretty as You Feel (Covington, Casady, Kaukonen) | 4:29  |
| 5. | Wild Turkey (Kaukonen)                           | 4:45  |

### Face 2
| No | Titre                                                              | Durée |
| -- | ------------------------------------------------------------------ | ----- |
| 1. | Law Man (Slick)                                                    | 2:42  |
| 2. | Rock and Roll Island (Kantner)                                     | 3:44  |
| 3. | Third Week in the Chelsea (Kaukonen)                               | 4:34  |
| 4. | Never Argue with a German If You're Tired or European Song (Slick) | 4:31  |
| 5. | Thunk (Covington)                                                  | 2:58  |
| 6. | War Movie (Kantner)                                                | 4:41  |

## Musiciens

### Jefferson Airplane
- Jack Casady : basse
- Joey Covington : chant, batterie, percussions
- Paul Kantner : chant, guitare
- Jorma Kaukonen : chant, guitare
- Grace Slick : chant, piano

### Musiciens supplémentaires
- Papa John Creach : violon (1, 4, 5)
- Bill Laudner : chant (11)
- Will Scarlett : harmonica (8)